# Mambo (filme)
Mambo (bra Mambo) é um filme ítalo-estadunidense de 1954, do gênero drama romântico, dirigido por Robert Rossen.